# Цинеге, Лайош
Лайош Цинеге (венг. Lajos Czinege; 24 марта 1924, Карцаг, Венгрия — 10 мая 1998, Леаньфалу, Венгрия) — венгерский государственный деятель, министр обороны Венгерской Народной Республики (1960—1984), генерал армии (1978—1989).

## Биография
Член Венгерской партии трудящихся с 1944 Г. Окончил Военно-политическую академию им. Петефи.
Трудовую деятельность начал с 12-летнего возраста. В период освобождения Венгрии от фашизма принял участие в освободительной борьбе. Являлся одним из руководителей рабоче-крестьянской молодёжи г. Карцаг. С 1947 на партийной работе.
- 1951—1954 гг. — на партийно-политической работе в центральном аппарате Министерства обороны ВНР,
- 1954—1957 гг. — заведующий отделом административных органов ЦК ВСРП; в октябре 1956 г. принимал активное участие в подавлении Венгерского восстания (1956),
- 1957—1960 гг. — первый секретарь Сольнокского областного комитета ВСРП,
- 1960—1984 гг. — министр обороны ВНР. Считается, что под его руководством Венгерская народная армия достигла особой военной мощи. На этом посту в августе 1968 г. принимал участие в вводе войск стран «Варшавского договора» в Чехословакию,
- 1984—1987 гг. — заместитель Председателя Совета Министров ВНР.

Член ЦК ВСРП (1959—1988), кандидат в члены Политбюро ЦК ВСРП (1961—1970).
В 1989 г. был лишен звания генерала армии.

## Награды и звания
Награждён сов. орденом Октябрьской Революции, венгерскими и иностранными орденами и медалями.